# Dungeon!
Dungeon! es un juego de mesa de aventuras diseñado por David R. Megarry y lanzado por primera vez por TSR, Inc. en 1975. Gary Gygax, Steve Winter, Jeff Grubb, Chris Dupuis y Michael Gray realizaron contribuciones adicionales a través de múltiples ediciones. Dungeon! simula algunos aspectos del juego de rol Dungeons & Dragons (D&D), que se lanzó en 1974, aunque Megarry tenía un prototipo de Dungeon! listo ya en 1972.
Dungeon! presenta un mapa de una mazmorra simple de seis niveles con pasillos, habitaciones y cámaras. Los jugadores se mueven por el tablero buscando derrotar a los monstruos y reclamar tesoros. Los tesoros más grandes se encuentran en niveles más profundos de la mazmorra, junto con monstruos más duros. Los jugadores eligen diferentes clases de personajes con diferentes habilidades. El objetivo del juego es ser el primero en regresar a la cámara inicial con un valor fijo de tesoro.

## Edición original
David M. Ewalt, en su libro Of Dice and Men, describió la edición original del juego de Megarry como: «Un juego de mesa inspirado en Blackmoor que representó la producción más ambiciosa de TSR hasta la fecha: un mapa de juego en color, tarjetas personalizadas, fichas, dados y un folleto de reglas todo empaquetado en una atractiva caja».

### Obras de arte y piezas de juego.

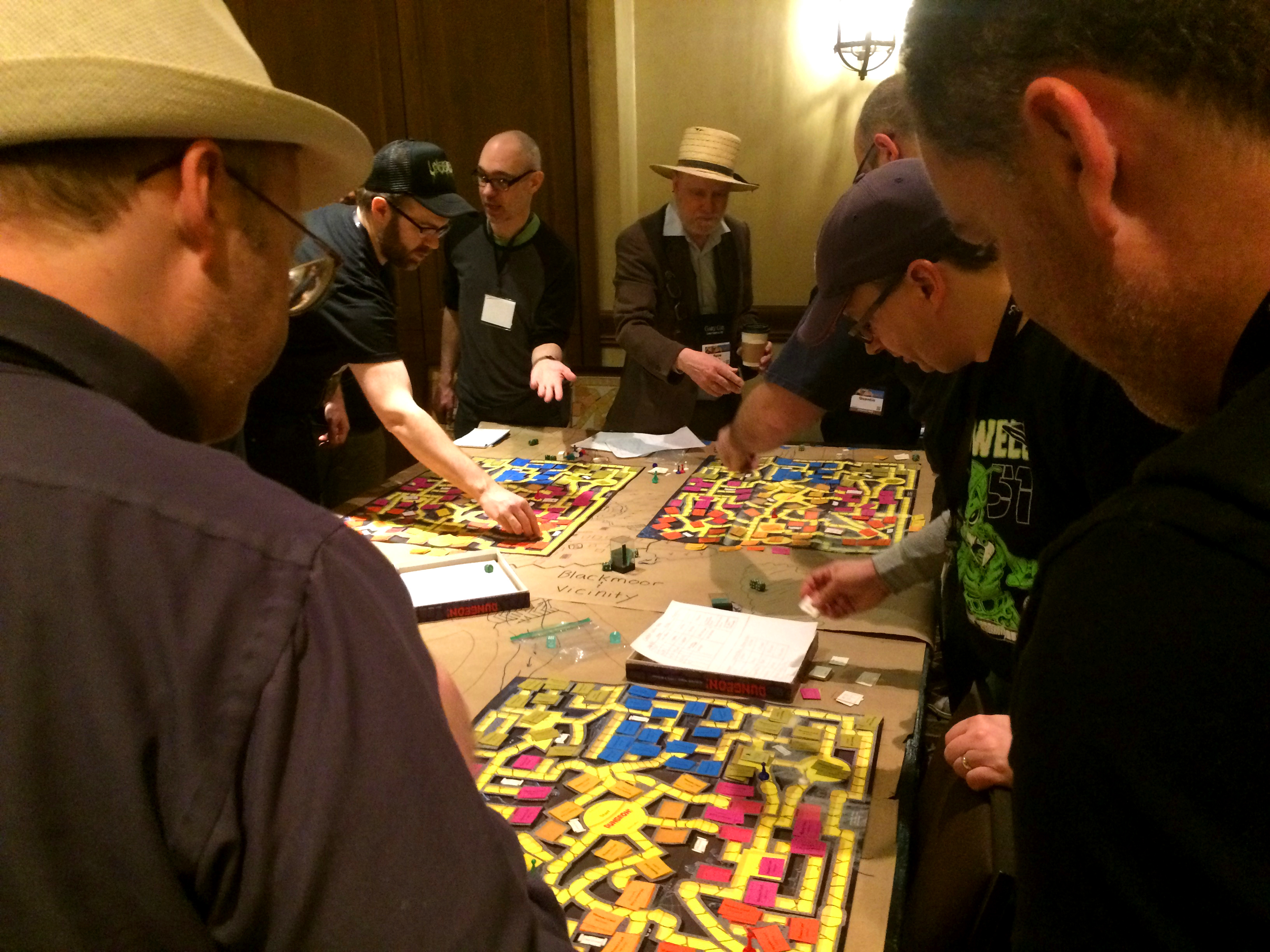
Dave Megarry liderando una sesión de Dungeon! en Gary Con, utilizando la edición original publicada

La edición original del juego presentaba el libro de reglas, un tablero de juego de tela de vinilo plegable, cuatro colores de piezas de juego estilo parchís (blanco, azul, rojo y verde), un par de dados de seis caras y una variedad de fichas codificadas por colores; cartas de monstruos y tesoros para los seis niveles de la mazmorra. El diseño del anverso de las cartas estaba en blanco y negro, mientras que el reverso estaba coloreado por nivel: dorado para el primero, naranja para el segundo, rojo para el tercero, magenta para el cuarto, verde para el quinto y azul para el sexto nivel. El juego original (1975) presentaba cuatro clases de personajes : Elfo, Héroe, Superhéroe y Mago (el héroe y el superhéroe son guerreros, siendo el superhéroe más poderoso). Estos estaban normalmente representados por las piezas verde, azul, roja y blanca, respectivamente. New Dungeon, de 1989, tenía seis clases: Guerrero, Elfo, Enano, Mago, Paladín y Ladrón .[cita requerida] Classic Dungeon, de 1992, tenía las mismas seis clases. Como había múltiples piezas de juego, las variaciones de juego personalizadas se podían configurar con más de uno de una clase de personaje dada –usando una pieza de color arbitrario–, pero normalmente un juego involucraba a jugadores que seleccionaban diferentes clases. En la versión 2012 del juego, lanzada bajo la marca Dungeons & Dragons, los héroes son el Ladrón, el Monje, el Guerrero y el Mago, lo que permite hasta 8 jugadores.
- Original (1975) : Duende, Héroe, Superhéroe, Mago
- The New Dungeon (1989) : Guerrero, Elfo, Enano, Mago, Paladín, Ladrón
- The Classic Dungeon (1992) : Guerrero, Elfo, Enano, Mago, Paladín, Ladrón[6]
- Dungeon! (2012) : Ladrón, Monje, Guerrero, Mago[1] (Hombre y Mujer de cada uno)
- Dungeon! (2014) : Ladrón, Monje, Guerrero, Mago (hombre y mujer de cada uno)

### Cómo se juega
En la edición original, las cartas de monstruos y tesoros eran bastante pequeñas: aproximadamente 3,5 cm. por 2,5 cm. Al comienzo del juego, estos se colocaban al azar boca abajo para llenar todas las salas de las mazmorras: primero, los tesoros, y luego, los monstruos encima. Luego se colocaban cartas de monstruos adicionales en las cámaras, que eran habitaciones más grandes en intersecciones clave en todo el tablero. Estos monstruos se colocaban de tres en tres en cada una de las cámaras, pero solo se luchaba contra el primero de ellos al intentar pasar a través de dichas cámaras (cuando el jugador volviera a pasar, lucharía contra el segundo, y así sucesivamente hasta acabar con los tres naipes).
Las cartas de monstruo enumeraban el número mínimo total de dos dados que debían lanzarse para derrotar al monstruo: si la tirada de un jugador para derrotar a un monstruo era inferior al número requerido, se hacía una segunda tirada para ver qué le pasaba al jugador. El resultado de que un jugador pierda una batalla podría ser cualquiera de los siguientes:
- La batalla podría terminar en un enfrentamiento, con el jugador permaneciendo ileso en la habitación.
- El jugador puede verse obligado a retirarse, perdiendo uno o dos tesoros en el proceso.
- El jugador podría verse obligado a retirarse y perder un turno.
- El jugador puede resultar gravemente herido, perder todo el tesoro y volver a colocarse en el espacio inicial.
- En casos extremos, el jugador podría morir y perder todo el tesoro.

Si el ataque inicial de un jugador fallaba, entonces la muerte por el ataque del monstruo resultante tenía solo una probabilidad de 1 en 36, ocurriendo solo con una tirada de 2 (en dos dados de 6 caras). Si un jugador moría, podía comenzar un nuevo personaje en el espacio inicial después de perder un turno. Si, después de una batalla, un jugador permanecía con vida pero no lograba derrotar al monstruo, él o ella podía regresar para intentar derrotar al mismo monstruo, a veces obligado a retirarse, dejar caer un tesoro y perder un turno.
Una vez que un monstruo fuese derrotado, cualquier carta de tesoro debajo de la carta de monstruo pasaba a ser posesión del jugador victorioso. Las cartas del tesoro enumeraban el valor de una pieza de oro y variaban desde una Bolsa de oro con valor de 250 piezas de oro en el primer nivel hasta el valor de 10 000 piezas de oro (el Gran diamante, ubicado en lo más profundo del sexto nivel). Algunos tesoros, como espadas mágicas y bolas de cristal, alteraban el juego: las espadas, añadían puntos a las tiradas de combate cuerpo a cuerpo de un jugador, mientras que las bolas de cristal permitían a los jugadores renunciar a un turno de movimiento, y pasar el turno comprobando cartas de monstruos y tesoros en una habitación sin entrar en ella (estos tenían el valor más bajo en piezas de oro para tesoros en un nivel determinado de la mazmorra).

### Niveles de mazmorra
Los seis niveles de la mazmorra ofrecían un rango de dificultad en monstruos correspondiente al rango de valor en tesoro. Los monstruos de primer nivel eran generalmente los más débiles, mientras que los monstruos de sexto nivel eran generalmente los más poderosos.  Una pequeña cantidad de cartas de monstruos no eran monstruos, sino trampas que, o bien abrían una tolva que precipitaba al personaje a una cámara de un nivel más profundo, o bien mantenía al personaje en una jaula durante varios turnos.

### Clases de personajes
Cada clase tenía ventajas particulares.
- El Héroe era la clase "promedio" básica. Para ganar el juego, el Héroe necesitaba recabar 10 000 monedas de oro (MO).
- El Elfo tenía el doble de probabilidad que los otros de atravesar puertas secretas, marcadas con contornos punteados en la mazmorra: del 1 al 4 en una tirada de un dado de seis caras, mientras que los demás requerían un 1 o un 2. Para ganar el juego, el Elfo necesitaba recabar 10 000 monedas de oro (MO).
- El Superhéroe era el luchador cuerpo a cuerpo más duro de la mazmorra. Los superhéroes tenían que adquirir 20 000 MO.
- El Mago tenía hechizos que le permitían lanzar bolas de fuego o relámpagos desde el umbral de las habitaciones, evitando de este modo entrar en ellas y luchar cuerpo a cuerpo; también tenía hechizos de teletransportación, para moverse rápidamente a través de la mazmorra de una cámara a otra. Para ganar, necesitaba 30 000 MO.

La cantidad de tesoro necesaria para ganar el juego variaba según la clase de personaje. En teoría, esto igualaba las probabilidades de ganar el juego y permitía que los personajes menos poderosos se mantuvieran en los niveles superiores de la mazmorra.
Aunque podría decirse que el Héroe no tenía ventajas, dados los requisitos ponderados del tesoro para ganar el juego, sí tenía el mayor impacto para una clase de personaje que requería la menor cantidad de tesoro para ganar, siendo un poco más duro contra la mayoría de los monstruos que el Elfo.
El Elfo y el Héroe se adaptaban mejor al primer y segundo nivel, pero ocasionalmente podían aventurarse al tercer nivel para obtener tesoros más grandes. El Superhéroe se adaptaba mejor al cuarto nivel, mientras que el Mago necesitaba ir al sexto nivel para obtener suficiente tesoro para acumular las 30 000 MO que necesitaban para ganar. El quinto nivel rara vez se visitaba debido a una combinación de habitaciones de difícil acceso y monstruos que eran difíciles de derrotar para un Elfo, un Héroe o un Superhéroe; el sexto nivel era frecuentado por el Mago, porque, aun siendo los monstruos más difíciles, él los podía anular mediante sus conjuros.

### Reglas caseras
Algunos jugadores crearon sus propias clases de personajes, como el Ultrahéroe, el Elfo Mago y el Hechicero Guerrero. TSR también imprimió algunas reglas variantes oficiales en la revista Strategic Review y Dragon, dando cartas adicionales y nuevas clases de personajes.

## Ediciones posteriores
Las reglas que contienen nuevos monstruos y clases de personajes se publicaron en 1976. Ediciones revisadas de Dungeon! se publicaron en 1980, 1981, 1989 y 1992. El juego original tenía la versatilidad de una superficie de juego que podía rodar y plegarse, y la ventaja de que las pequeñas cartas de monstruos y tesoros podían colocarse fácilmente dentro de las habitaciones representadas en el tablero. La constante a lo largo de todas las ediciones de Dungeon! fue una esencia rápida y simplificada del entorno más complejo de Dungeons & Dragons .
Las ediciones posteriores también incluyeron reglas para clases adicionales, cada una con ventajas o reglas únicas y que requieren diferentes cantidades de tesoro para ganar el juego.
También se publicaron ediciones en otros países, incluidas versiones de la compañía de naipes Altenburger und Stralsunder Spielkarten-Fabriken en Alemania y Jedko Games en Australia. La versión de Jedko Games se parecía mucho a la edición original de EE. UU., pero con un tablero de juego de mapa de cartón ligero en lugar del de tela y vinilo.

### Ediciones de Wizards of the Coast
La edición 2012 de Dungeon! fue lanzado por Wizards of the Coast el 16 de octubre de 2012  bajo la marca Dungeons & Dragons . El tablero de juego y las reglas básicas se adaptaron al conjunto de reglas original. El nuevo juego presenta un cambio en las clases de los héroes. Los héroes son el Ladrón, el Monje, el Guerrero y el Mago
La edición de 2014 ("quinta edición") de Dungeon! fue lanzada por Wizards of the Coast el 24 de junio de 2014. Las reglas no han cambiado con respecto a las ediciones anteriores, pero todo el arte se ha rehecho en un estilo más caricaturesco.

## Versión para computadora
En 1982, el juego se adaptó como Dungeon! para Apple II . : 29 
Esta versión fue bien recibida, obteniendo un Certificado de Mérito en la categoría de Mejor Videojuego/Juego de Computadora Multijugador de 1984 en la quinta entrega anual de los Premios Arkie . : 29 

## Recepción
Fred Hemmings escribió una reseña de Dungeon! para White Dwarf #4, dándole una calificación general de 8 sobre 10, y declaró que: «Incluso si juegas D&D, vale la pena tener un juego o dos de Dungeon! Puede argumentar que el Limo Verde no es tan mortal como se presenta, pero una pequeña cosa como esa no debería arruinar su diversión. Si, por otro lado, D&D no es tu taza de té (o café), no dejes que las conexiones te desanimen, este es un juego por derecho propio y uno bueno». 
Forrest Johnson revisó la segunda edición de Dungeon! en The Space Gamer No. 38, y comentó: «Quienquiera que haya decidido hacer este simple juego aún más simple debería tener su cerebro incautado antes de que haga más daño. [. . . ] Recomendado para clasificar a principiantes y borrachos irremediablemente».
En la edición de agosto de 1989 de Games International (Número 8), James Wallis revisó la edición de 1989, titulada The New Dungeon! Game y señaló: «Los componentes son de alta calidad, y la jugabilidad, sencilla». Le dio una calificación de 3 sobre 5, y dijo: «El juego depende demasiado de los dados o el giro de una carta, pero esto no resta valor a su potencial». 
El diseñador de juegos Robert J. Schwalb escribió sobre Dungeon! para la antología de ensayos de 2010 Family Games: The 100 Best, y concluyó: «En general, Dungeon! proporciona una base sólida para jugar a D&D, y lo que es más importante, es muy divertido por derecho propio». : 91 
David M. Ewalt, de Forbes, comentó sobre la edición de 2012: «Por solo 20$, el nuevo Dungeon! es una gran compra: un juego clásico renacido en un paquete atractivo y asequible». William Niebling de ICv2 le otorgó 2 sobre 5, aunque reconocía que esta versión cumplía su propósito de satisfacer a los nostálgicos. En este sentido, Wizards no hizo ningún esfuerzo para solucionar ningún problema..., pero añadió uno nuevo. Y es que tanto Niebling como Ewalt descubrieron que las cartas eran más grandes que las habitaciones, lo que obligaba al uso de marcadores de posición para indicar dónde se encontraban los monstruos.
DieHard GameFan dijo: «Definitavemente, este es un juego que cualquier fanático de la fantasía debería tener, en especial si jugaste una de las ediciones anteriores cuando eras niño. La nostalgia abunda aquí».
En una revisión retrospectiva de Dungeon! en Black Gate, Bob Byrne dijo: «Dungeon! es el antepasado de todos los juegos de mesa de exploración de mazmorras: Descent!, Runebound, los juegos de mesa de Dungeons and Dragons, Talisman, Dungeonquest y Star Wars: Imperial Assault. Todos ellos encuentran sus raíces en Dungeon! TSR tuvo una gran innovación no en una, sino en dos áreas de la industria del juego en 1974-1975».

## Otras reseñas
- Shadis #33 (1996)
- El libro completo de los juegos de guerra